# NGC 129
NGC 129 je mladá otevřená hvězdokupa v souhvězdí Kasiopeji s magnitudou 6,5. Objevil ji William Herschel 16. prosince 1788.
Od Země je vzdálená přibližně 5 300 světelných let.

## Pozorování

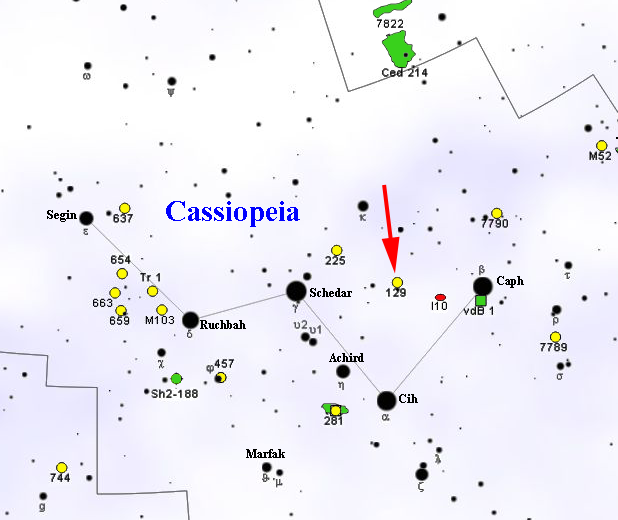
Poloha NGC 129 v souhvězdí Kasiopeji

Hvězdokupa se dá snadno vyhledat, protože se nachází téměř přesně v polovině cesty mezi jasnými hvězdami Caph (β Cas) a Gama Cassiopeiae (γ Cas). Její nejvýraznější vlastností viditelnou i triedrem je malý trojúhelník tvořený hvězdami 8. a 9. magnitudy, který leží uprostřed hvězdokupy. Její hvězdná velikost je 6,5 a lze ji tedy za velmi dobrých pozorovacích podmínek při nízké úrovni světelného znečištění (stupeň Bortleovy stupnice 3 nebo méně) spatřit pouhým okem. Pomocí dalekohledu o průměru 120 mm a větším je možné nalézt několik desítek rozptýlených hvězd až do 12. magnitudy, které tvoří zhuštění mírně vystupující z velmi bohatého hvězdného pozadí. V dalekohledech od průměru 200 mm je hvězdokupa snadno rozložitelná již při základním zvětšení.
Souhvězdím Kasiopeji prochází Mléčná dráha, proto se v okolí nachází mnoho dalších otevřených hvězdokup, například 2° severovýchodně leží NGC 225 a 5,5° jihozápadně leží NGC 7789.
Hvězdokupa má výraznou severní deklinaci, což je velká výhoda pro pozorovatele na severní polokouli, kde je hvězdokupa cirkumpolární, a to až do nižších středních zeměpisných šířek. Naopak na jižní polokouli vychází pouze velmi nízko nad obzor a jižně od tropického pásu není viditelná vůbec. Nejvhodnější období pro její pozorování na večerní obloze je od srpna do ledna.

## Historie pozorování
Hvězdokupu objevil William Herschel 16. prosince 1788. Pozoroval ji pomocí zrcadlového dalekohledu o průměru 18,7 palce (475 mm) a popsal ji takto: "velmi rozptýlená hvězdokupa tvořená jasnými a slabými hvězdami, nepříliš bohatá." Jeho syn John ji později znovu pozoroval a zařadil ji do svého katalogu mlhovin a hvězdokup General Catalogue of Nebulae and Clusters pod číslem 63.

## Vlastnosti
NGC 129 je málo zhuštěná hvězdokupa vzdálená od Země 5 300 světelných let, takže leží na vnitřním okraji ramene Persea, což je jedno ze dvou velkých spirálních ramen v Mléčné dráze, a vidíme ji v popředí vzhledem k velkým OB asociacím, které této oblasti vévodí. Skutečný průměr hvězdokupy je 30 světelných let. Její stáří je odhadováno na 77 milionů let, takže hvězdokupa je velmi mladá, což je dokázáno i přítomností několika hmotných hvězd spektrální třídy B. Obsahuje asi 30 hvězd mezi 9. a 11. hvězdnou velikostí a celkem bylo k roku 1992 určeno asi 100 členů hvězdokupy. Její členové mají vůči Slunci radiální rychlost -36 km/s.
Tato hvězdokupa je častým předmětem výzkumů, protože obsahuje několik cefeid, z nichž nejznámější je dvojhvězda DL Cas, která je s magnitudou 8,84 nejjasnějším členem hvězdokupy. Její magnituda kolísá v rozsahu 8,64 až 9,26 a křivka těchto výkyvů ukazuje, že jde o spektroskopickou dvojhvězdu. Kromě této cefeidy vykazují znaky proměnnosti ještě další čtyři členové hvězdokupy.
Přítomnost cefeidy v blízké hvězdokupě umožňuje zpřesnit určování vzdáleností pomocí cefeid.